# 迪利然

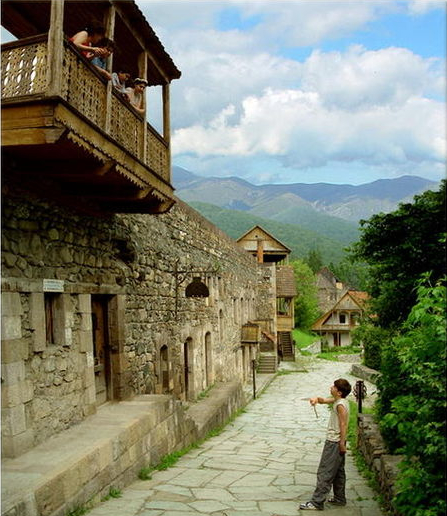

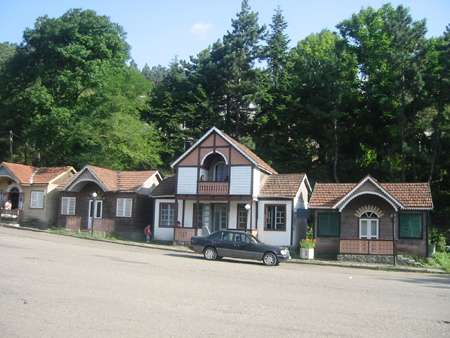

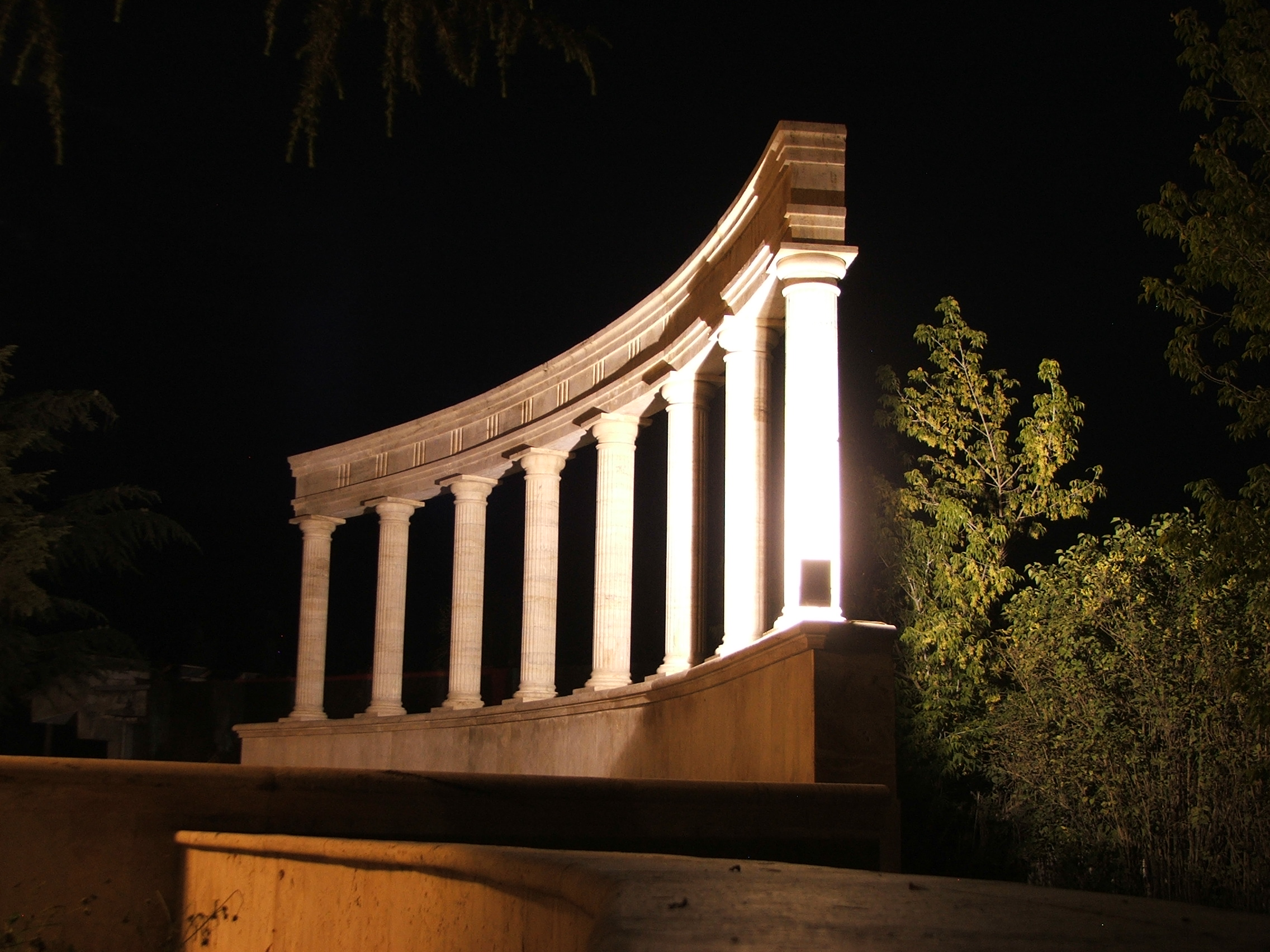

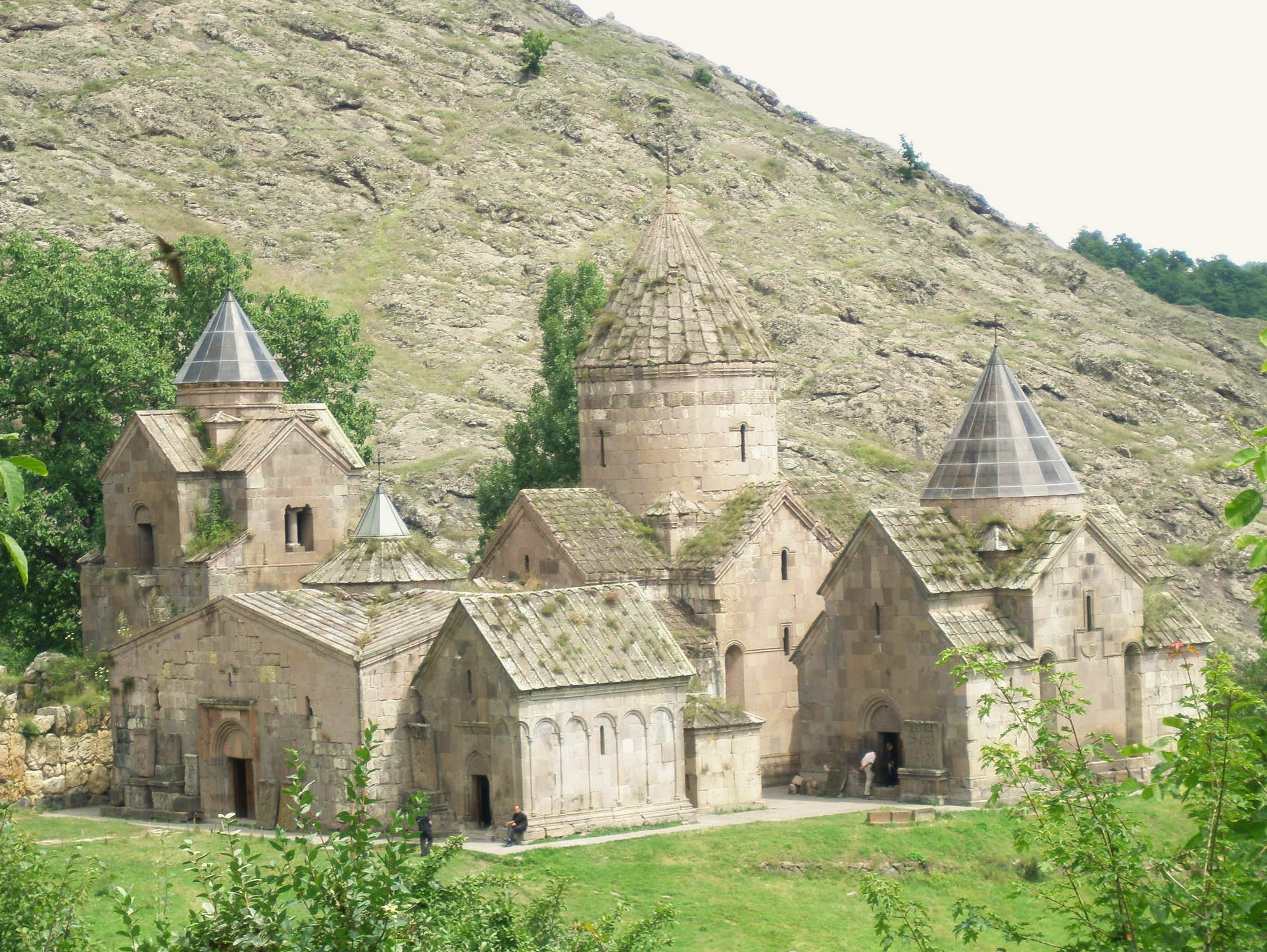

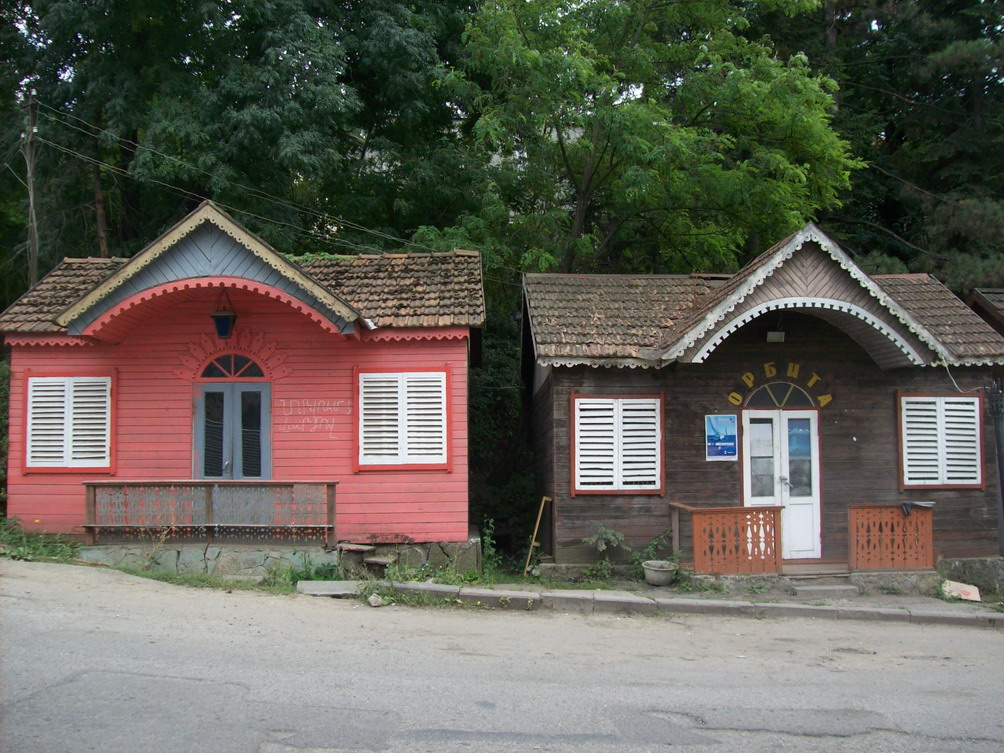

迪利然（羅馬化：Dilijan）是亞美尼亞塔武什州的城鎮，距離首都葉里溫99公里，每年平均降雨量637毫米，海拔高度1,518米。迪利然是一個溫泉療養地，亦是熱門的旅遊地點。據2011年人口普查，迪利然人口有23,960人。

## 外部連結
- DILI VILLA B&B in Dilijan
- Armeniapedia article on Dilijan （页面存档备份，存于）

40°44′27″N 44°51′47″E / 40.74083°N 44.86306°E